# Olivet (Michigan)
Olivet é uma cidade localizada no estado americano de Michigan, no Condado de Eaton.

## Demografia
Segundo o censo americano de 2000, a sua população era de 1758 habitantes.
Em 2006, foi estimada uma população de 1778, um aumento de 20 (1.1%).

## Geografia
De acordo com o United States Census Bureau tem uma área de
2,6 km², dos quais 2,6 km² cobertos por terra e 0,0 km² cobertos por água. Olivet localiza-se a aproximadamente 268 m acima do nível do mar.

## Localidades na vizinhança
O diagrama seguinte representa as localidades num raio de 24 km ao redor de Olivet.